# Martin Stonsdorf
Martin Stonsdorf ist ein Sammelpseudonym dreier deutscher Schlagertexter, -arrangeure und -komponisten, die ab den 1960er Jahren diverse Titel des Schlagersängers Heino erstellten. Das Pseudonym wurde von Erich Becht, Ralf Bendix (eigentlich Karl Heinz Schwab) und Wolfgang Neukirchner gemeinsam oder auch im Wechsel benutzt.

## Werke
- Traumschiff nach Hawaii
- Maruschka (In einem Polenstädtchen)
- Veronika. Morgen muss mein Schatz verreisen (unter Verwendung einer Volksweise)